# Namco Anthology 1
Namco Anthology 1 is een computerspel dat in 1998 exclusief in Japan uitkwam. Het compilatiespel bevat vier spellen uit eind jaren tachtig en begin jaren negentig. Het spel werd opgevolgd door Namco Anthology 2. Beide delen werden op 18 december 2013 uitgegeven in de Japanse PlayStation Store onder de naam PSOne Classics.
Het omvat de volgende spellen:
- Star Luster (1986)
- Tower of Babel (1986)
- Wrestleball (1991; ook wel Powerball genoemd)
- Haō no Tairiku (1992)